# Hits (rivista)
Hits, nota anche come Hits Daily Double, è una rivista musicale statunitense.
Fondata nel 1986, è attiva nel monitorare il settore industriale degli Stati Uniti d'America; in particolare, si occupa di pubblicare in dettaglio dati di vendita degli album e dell'airplay rilevati nel paese. Fornisce anche radio date, collaborando anche con le etichette discografiche.